# Friedelinde Petershofen
Friedelinde Petershofen (Oldenburg, 19 agosto 1995) è un'astista tedesca.

## Biografia
Approcciatasi allo sport praticando la ginnastica artistica, Petershofen ha virato verso l'atletica leggera e il salto con l'asta a 17 anni. Dopo aver vinto numerosi titoli nazionali giovanili ha esordito internazionalmente nel 2017, gareggiando ai Mondiali di Londra.

## Palmarès
| Anno | Manifestazione | Sede      | Evento           | Risultato | Prestazione | Note |
| ---- | -------------- | --------- | ---------------- | --------- | ----------- | ---- |
| 2017 | Europei U23    | Bydgoszcz | Salto con l'asta | 7ª        | 4,30 m      |      |
| 2017 | Mondiali       | Londra    | Salto con l'asta | 20ª (q)   | 4,20 m      |      |